# St. Brictius (Hürth)

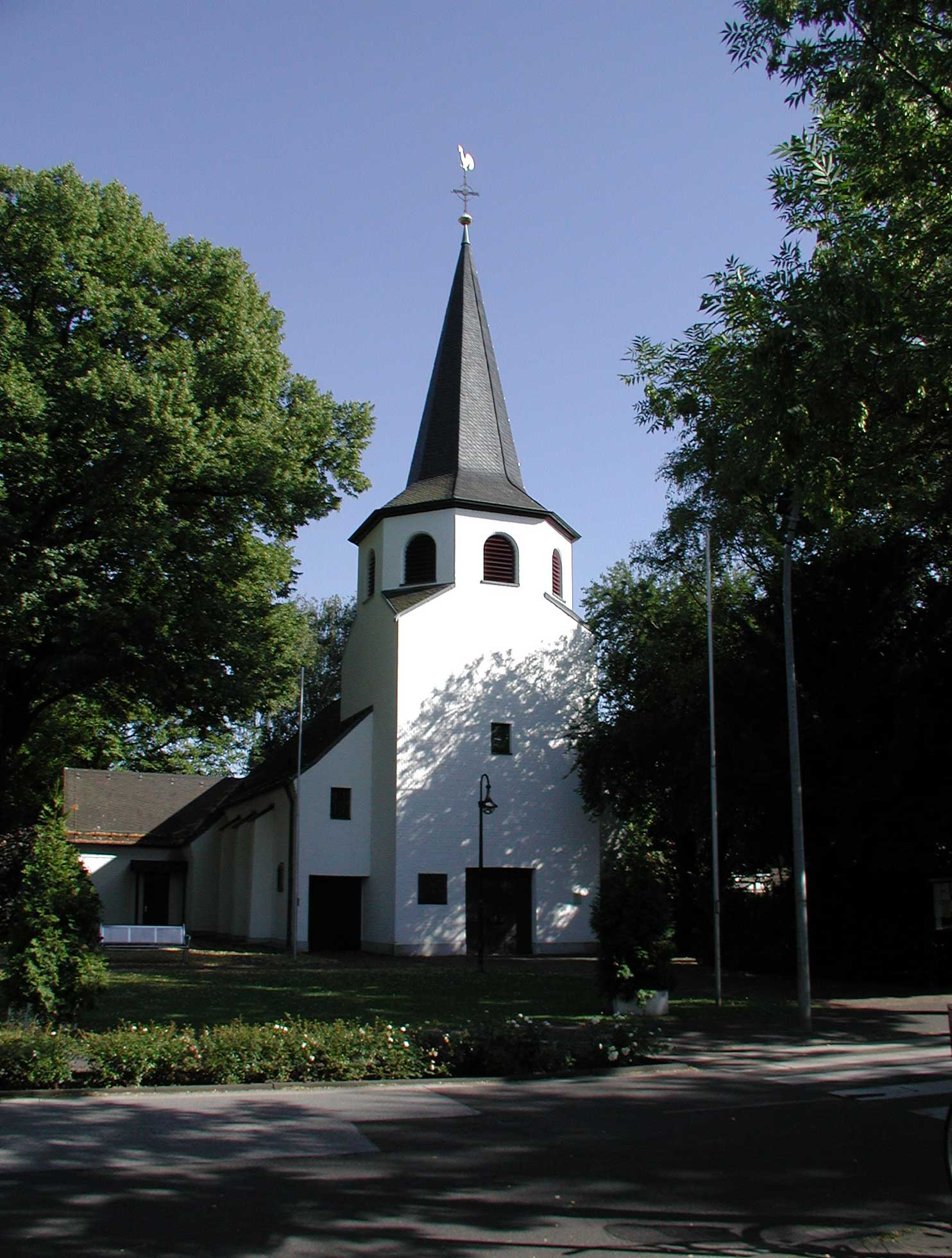
St. Brictius in Hürth-Stotzheim

Die römisch-katholische Kirche St. Brictius ist eine Kirche im Stadtteil Stotzheim der Stadt Hürth. Sie gehört zum Katholischen Kirchengemeindeverband Hürth im Pastoralbezirk Mitte der Erzdiözese Köln. 

## Kirchengeschichte
Die 1936 erbaute Kirche wurde vom Kölner Architekten Karl Band entworfen und diente als Ersatz für einen im Jahre 1778 errichteten Kirchbau, der sich auf dem Gelände des Stotzheimer Friedhofs befand. Die Kirche ist Brictius von Tours gewidmet, der als Nachfolger des heiligen Martin von Tours wirkte, und deutet damit auf eine frühe fränkische Eigenkirche des Stotzheimer Burghofes als ersten Vorgängerbau dieser Kirche hin.
Bei einem Luftangriff im Zweiten Weltkrieg wurde die Kirche stark beschädigt. Sie wurde 1949/50 deshalb renoviert. Im Mai 1987 fiel die Kirche einer Brandstiftung zum Opfer und wurde im Folgejahr abermals instand gesetzt und am 27. August 1988 wieder geweiht. Die dreischiffige Kirche hat einen Blockaltar aus Sand- und Tuffstein und einen Ambo aus Bronze. Ein 1993 fertiggestelltes Kreuzigungstriptychon des Kölner Künstlers Toni May befindet sich im Altarraum. Die Kirchenfenster wurden von Helmut Lang entworfen.

## Orgel
Die Stotzheimer Orgel ist eine digitale Sakralorgel. Sie wurde von der niederländischen Firma Johannus Orgelbouw erbaut und bietet die Möglichkeit unterschiedliche Abstimmungen von Klangfarbe und Lautstärke zu wählen. Sie weist folgende Disposition auf:
| I Hauptwerk C–c4 |       |
| Bordun           | 16′   |
| Prinzipal        | 8′    |
| Hohlflöte        | 8′    |
| Quintatön        | 8′    |
| Oktave           | 4′    |
| Offenflöte       | 4′    |
| Quinte           | 2 ⁄3′ |
| Oktave           | 2′    |
| Kornett IV       |       |
| Mixtur IV        |       |
| Trompete         | 8′    |
| Krummhorn        | 8′    |
| Tremulant        |       |

| II Schwellwerk C–c4 |        |
| Prinzipal           | 8′     |
| Zartgedackt         | 8′     |
| Viola di Gamba      | 8′     |
| Vox coelestis       | 8′     |
| Oktave              | 4′     |
| Hohlflöte           | 4′     |
| Quintflöte          | 2 ⁄3′  |
| Blockflöte          | 2′     |
| Terz                | 1 3⁄5′ |
| Nasat               | 1 ⁄3′  |
| Scharff III         |        |
| Fagott              | 16′    |
| Oboe                | 8′     |
| Tremulant           |        |

| Pedal C–  |     |
| Prinzipal | 16′ |
| Subbass   | 16′ |
| Oktavbass | 8′  |
| Gedackt   | 8′  |
| Oktave    | 4′  |
| Mixtur IV |     |
| Posaune   | 16′ |
| Trompete  | 8′  |
| Klarine   | 4′  |

- Koppeln: II/I, I/P, II/P
- Spielhilfen: Crescendotritt, Setzer

## Glocken
Im Kirchturm von St. Brictius hängt ein vierstimmiges Glockengeläut aus Bronze mit dem Läutemotiv „Salve Regina“. Alle vier Glocken wurden 1988 von der Eifeler Glockengießerei gegossen. Vor dem Zweiten Weltkrieg gab es drei Glocken, eine historische Bronzeglocke von 1678 und zwei Stahlglocken von 1921, diese gegossen vom Bochumer Verein. Alle drei Glocken gingen durch Kriegseinwirkung verloren.
| Glocke | Name       | Durchmesser | Gewicht | Schlagton | Aufschrift |
| ------ | ---------- | ----------- | ------- | --------- | --- |
| 1      | Christus   | 1024 mm     | 665 kg  | g’+5      | DEIN REICH KOMME 0 |
| 2      | Maria      | 820 mm      | 370 kg  | h’+3      | SALVE REGINA (Gegrüßet seist Du Königin.)                                                                                  |
| 3      | Brictius   | 701 mm      | 236 kg  | d’’+3     | WER MEINEM RUFE FOLGT AUF ERDEN / WIRD DAS EWIGE LEBEN ERBEN / BRICTIUS WERDE ICH BENANNT / UND LÄUTE WEIT INS KÖLNER LAND |
| 4      | Plectrudis | 614 mm      | 160 kg  | e’’+3     | GLORIA IN EXELSIS DEO ET IN TERRA PAX HOMINIBUS (Ehre sei Gott in der Höhe und Friede den Menschen auf Erden)              |